# Philadelphia Phillies

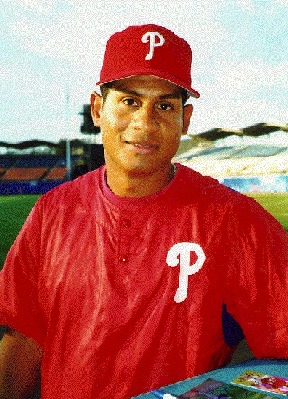
Bob Abreu v barvách Phillies, 1998

Philadelphia Phillies je profesionální baseballový klub z Major League Baseball, patřící do východní divize National League. Jeho domácím stadiónem je Citizens Bank Park ve Filadelfii. Klubové barvy jsou modrá, červená a bílá. 
Tým byl založen v roce 1883 a je nejstarší franšízou v americkém profesionálním sportu, která nikdy nezměnila sídlo ani název (i když v počátcích byl známý také pod neoficiálním jménem Philadelphia Quakers). Titul ze Světové série dokázal získat 2x - v roce 1980 a 2008. Kromě toho dokázali Phillies ještě šestkrát vyhrát National League - v letech 1915, 1950, 1983, 1993, 2009 a 2022.
Když Phillies vyhráli v roce 2008 Světovou sérii, ukončili tím takzvané prokletí Billyho Penna. Předtím totiž žádný tým z Filadelfie nedokázal po dvacet let vyhrát severoamerickou profesionální soutěž. Populární městská legenda to spojovala s vybudováním mrakodrapu Liberty Place v roce 1987, který převýšil sochu zakladatele města Williama Penna na věži radnice. Když byla postavena nová nejvyšší budova ve městě Comcast Center, byla proto na její střechu umístěna malá Pennova soška, aby usmířila jeho ducha.